# Drawing Circles
Drawing Circles – drugi album studyjny holenderskiej grupy muzycznej Textures.

## Lista utworów
1. "Drive" – 2:26
2. "Regenesis" – 4:57
3. "Denying Gravity" – 5:15
4. "Illumination" – 1:56
5. "Stream of Consciousness" – 6:48
6. "Upwards" – 6:06
7. "Circular" – 5:13
8. "Millstone" – 3:42
9. "Touching the Absolute" – 8:07
10. "Surreal State of Enlightenment" – 3:49

## Twórcy
- Eric Kalsbeek – śpiew
- Jochem Jacobs – gitara
- Bart Hennephof – gitara
- Dennis Aarts – gitara basowa
- Stef Broks – perkusja
- Richard Rietdijk – keyboard